# Concierto para piano n.º 2 (Saint-Saëns)

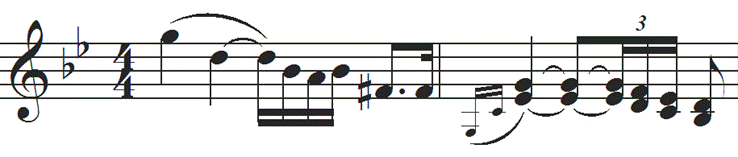
Melodía principal del segundo concierto para piano de Saint-Saëns.

El concierto para piano n.º 2, en sol menor, op. 22, de Camille Saint-Saëns, fue compuesto en 1868 y es probablemente el más conocido de los conciertos del compositor. Está dedicado a Madame A. de Villers née de Haber. Fue estrenado el 13 de mayo del mismo año en la sala Pleyel de París, por el mismo compositor al piano y Antón Rubinstein en la dirección de la orquesta. Saint-Saëns compuso la obra en tres semanas y tuvo poco tiempo para preparar el estreno; consecuentemente, la pieza no fue inicialmente un éxito.

## Estructura
El concierto sigue la forma tradicional de tres movimientos, pero exhibe más libertad en la elección de los tempi. Normalmente, el primer movimiento suele ser rápido y el segundo lento, pero en este caso el orden se invierte. 
La obra está orquestada para piano solo, 2 flautas, 2 oboes, 2 clarinetes, 2 fagotes, 2 trompas, 2 trompetas, tímpano, platillos y cuerdas. Sus movimientos son:
1. Andante sostenuto
2. Allegro scherzando
3. Presto